# Karol Mets
Karol Mets (Viljandi, 16 maggio 1993) è un calciatore estone, difensore del St. Pauli e della nazionale estone.

## Carriera

### Club

#### Tulevik Viljandi 2 e Warrior Valga
Mets ha vestito la maglia del Tulevik Viljandi 2. Ha esordito in Esiliiga – secondo livello del campionato estone – in data 8 marzo 2009, nel 4-3 inflitto al Rakvere. Il 30 agosto successivo ha segnato una rete ai danni del Warrior Valga, in una sfida vinta in trasferta col punteggio di 2-5.
L'anno successivo, è passato al Warrior Valga. Ha esordito con questa casacca il 19 settembre 2009, nel pareggio per 2-2 contro l'Orbiit Jõhvi. Il 7 novembre successivo ha trovato la prima rete, nel 4-1 inflitto al Flora Tallinn II.

#### Flora Tallinn
Nel 2011, Mets è stato ingaggiato dal Flora Tallinn. Ha debuttato in Meistriliiga il 2 aprile, schierato titolare nel successo per 0-1 in casa del Kuressaare. Il 30 luglio 2011 ha trovato la prima rete nella massima divisione locale, nel successo casalingo per 13-1 sull'Ajax Lasnamäe.
Il 17 luglio 2012 ha avuto l'opportunità di giocare la prima partita nelle competizioni europee per club: è stato schierato titolare nell'andata del secondo turno di qualificazione alla Champions League 2012-2013, partita persa per 0-2 contro il Basilea.
Mets ha giocato per quattro stagioni in squadra, vincendo il campionato 2011, l'Eesti Karikas 2012-2013 e l'Eesti Superkarikas 2011.

#### Viking
Il 5 dicembre 2014 ha firmato ufficialmente un contratto triennale con i norvegesi del Viking, valido a partire dal 1º gennaio 2015. Ha esordito in Eliteserien il 6 aprile 2015, schierato titolare nella sconfitta per 1-0 maturata sul campo del Mjøndalen. Mets è rimasto in squadra per due anni e mezzo, totalizzando 83 presenze tra tutte le competizioni, senza segnare alcuna rete.

#### NAC Breda
Il 31 luglio 2017, gli olandesi del NAC Breda hanno ufficializzato l'ingaggio di Mets, che si è legato al nuovo club con un contratto triennale.
Nel campionato di Eredivisie 2017-2018 ha disputato 25 partite, di cui 20 dal primo minuto, in una stagione conclusa dalla squadra con la salvezza in virtù del 14º posto. Durante l'edizione Eredivisie 2018-2019 ha invece collezionato 15 presenze, tutte da titolare, fino a quando – in virtù dell'interessamento da parte dell'AIK – ha chiesto e ottenuto la cessione nel mese di marzo, con la squadra che nel frattempo occupava l'ultimo posto in classifica.

#### AIK
Il 14 marzo 2019, Mets è stato ufficialmente presentato dai campioni di Svezia in carica dell'AIK, i quali avevano appena ceduto all'estero il centrale di difesa Robin Jansson. Stando ai media olandesi, il cartellino di Mets è stato acquistato per 300.000 euro. Il giocatore, primo estone nella storia del club, ha firmato fino al 2021. In quasi due stagioni ha messo a referto 46 presenze in campionato, 44 delle quali da titolare, quindi è stato ceduto a 7 giornate dalla fine dell'Allsvenskan 2020.

#### Al-Ettifaq
L'11 ottobre 2020, l'AIK ha annunciato la cessione di Mets ai sauditi dell'Al-Ettifaq.

#### CSKA Sofia
Il 10 settembre 2021 si è accasato ai bulgari del CSKA Sofia a seguito della firma di un accordo annuale valido fino al termine della stagione 2021-2022. Non è potuto tuttavia scendere in campo in UEFA Europa Conference League poiché le liste per registrare i giocatori alla competizione si erano chiuse il 2 settembre.

#### Zurigo e St. Pauli
Il 7 gennaio 2022 è stato acquistato ufficialmente dagli svizzeri dello Zurigo, con i quali si è legato fino all'estate del 2024.
Non riuscendo a guadagnare titolarità, il 5 gennaio 2023, dopo aver ottenuto 25 presenze e una rete in due stagioni, viene acquistato a titolo temporaneo dai tedeschi del St. Pauli.

### Nazionale
Ha giocato nelle nazionali giovanili estoni Under-19 ed Under-21.
Ha esordito con la nazionale maggiore il 19 novembre 2013 nell'amichevole vinta in casa del Liechtenstein (0-3).
Il 19 novembre 2024 raggiunge quota 100 presenze con l'Estonia nella sfida persa in Nations League contro la Slovacchia.

## Statistiche

### Presenze e reti nei club
Statistiche aggiornate al 31 luglio 2017.
| Stagione                | Club                    | Campionato              | Campionato | Campionato | Coppe nazionali | Coppe nazionali | Coppe nazionali | Coppe continentali | Coppe continentali | Coppe continentali | Supercoppe | Supercoppe | Supercoppe | Totale | Totale |
| Stagione                | Club                    | Comp                    | Pres       | Reti       | Comp            | Pres            | Reti            | Comp               | Pres               | Reti               | Comp       | Pres       | Reti       | Pres   | Reti   |
| ----------------------- | ----------------------- | ----------------------- | ---------- | ---------- | --------------- | --------------- | --------------- | ------------------ | ------------------ | ------------------ | ---------- | ---------- | ---------- | ------ | ------ |
| 2009                    | Tulevik Viljandi 2      | EL                      | 28+1       | 3+0        | -               | -               | -               | -                  | -                  | -                  | -          | -          | -          | 29     | 3      |
| 2010                    | Warrior Valga           | EL                      | 3          | 1          | CE              | ?               | ?               | -                  | -                  | -                  | -          | -          | -          | 3+     | 1+     |
| 2011                    | Flora Tallinn           | ML                      | 16         | 1          | CE              | 3               | 1               | UCL                | 0                  | 0                  | SE         | 1          | 0          | 20     | 2      |
| 2012                    | Flora Tallinn           | ML                      | 32         | 4          | CE              | 3               | 0               | UCL                | 2                  | 0                  | SE         | 0          | 0          | 37     | 4      |
| 2013                    | Flora Tallinn           | ML                      | 32         | 2          | CE              | 1               | 0               | UEL                | 2                  | 0                  | -          | -          | -          | 35     | 2      |
| 2014                    | Flora Tallinn           | ML                      | 35         | 0          | CE              | 3               | 0               | -                  | -                  | -                  | -          | -          | -          | 38     | 0      |
| Totale Flora Tallinn    | Totale Flora Tallinn    | Totale Flora Tallinn    | 115        | 7          |                 | 10              | 1               |                    | 4                  | 0                  |            | 1          | 0          | 130    | 8      |
| 2011                    | Flora Tallinn II        | EL                      | 17         | 1          | -               | -               | -               | -                  | -                  | -                  | -          | -          | -          | 17     | 1      |
| 2012                    | Flora Tallinn II        | EL                      | 2          | 2          | -               | -               | -               | -                  | -                  | -                  | -          | -          | -          | 2      | 2      |
| Totale Flora Tallinn II | Totale Flora Tallinn II | Totale Flora Tallinn II | 19         | 3          |                 | -               | -               |                    | -                  | -                  |            | -          | -          | 19     | 3      |
| 2015                    | Viking                  | ES                      | 28         | 0          | CN              | 6               | 0               | -                  | -                  | -                  | -          | -          | -          | 34     | 0      |
| 2016                    | Viking                  | ES                      | 29         | 0          | CN              | 3               | 0               | -                  | -                  | -                  | -          | -          | -          | 32     | 0      |
| gen.-lug. 2017          | Viking                  | ES                      | 15         | 0          | CN              | 2               | 0               | -                  | -                  | -                  | -          | -          | -          | 17     | 0      |
| Totale Viking           | Totale Viking           | Totale Viking           | 72         | 0          |                 | 11              | 0               |                    | -                  | -                  |            | -          | -          | 83     | 0      |
| 2017-2018               | NAC Breda               | ED                      | 25         | 0          | CO              | 1               | 1               | -                  | -                  | -                  | -          | -          | -          | 26     | 1      |
| 2018-mar. 2019          | NAC Breda               | ED                      | 15         | 1          | CO              | 1               | 0               | -                  | -                  | -                  | -          | -          | -          | 16     | 1      |
| Totale NAC Breda        | Totale NAC Breda        | Totale NAC Breda        | 40         | 1          |                 | 2               | 1               |                    | -                  | -                  |            | -          | -          | 42     | 2      |
| 2019                    | AIK                     | A                       | 26         | 1          | CS              | 0               | 0               | UCL+UEL            | 4+4                | 0                  | -          | -          | -          | 34     | 1      |
| 2020                    | AIK                     | A                       | 20         | 1          | CS              | 5               | 0               | -                  | -                  | -                  | -          | -          | -          | 25     | 1      |
| Totale AIK              | Totale AIK              | Totale AIK              | 46         | 2          |                 | 5               | 0               |                    | 8                  | 0                  |            | -          | -          | 59     | 2      |
| 2020-2021               | Al-Ettifaq              | SPL                     | 23         | 0          | KCC             | 1               | 0               | -                  | -                  | -                  | -          | -          | -          | 24     | 0      |
| 2021-gen. 2022          | CSKA Sofia              | PL                      | 12         | 0          | CB              | 2               | 0               | UECL               | 0                  | 0                  | -          | -          | -          | 14     | 0      |
| gen.-giu. 2022          | Zurigo                  | SL                      | 12         | 1          | -               | -               | -               | -                  | -                  | -                  | -          | -          | -          | 12     | 1      |
| 2022-gen. 2023          | Zurigo                  | SL                      | 13         | 0          | CS              | 1               | 0               | UCL+UEL            | 0+6                | 0                  | -          | -          | -          | 20     | 0      |
| Totale Zurigo           | Totale Zurigo           | Totale Zurigo           | 25         | 1          |                 | 1               | 0               |                    | 6                  | 0                  |            | -          | -          | 32     | 1      |
| gen.-giu. 2023          | St. Pauli               | 2.L                     | 17         | 0          | -               | -               | -               | -                  | -                  | -                  | -          | -          | -          | 17     | 0      |
| 2023-2024               | St. Pauli               | 2.L                     | 32         | 0          | CG              | 4               | 0               | -                  | -                  | -                  | -          | -          | -          | 36     | 0      |
| Totale St. Pauli        | Totale St. Pauli        | Totale St. Pauli        | 49         | 0          |                 | 4               | 0               |                    | -                  | -                  |            | -          | -          | 53     | 0      |
| Totale                  | Totale                  | Totale                  | 432+1      | 18+0       |                 | 36+             | 2+              |                    | 18                 | 0                  |            | 1          | 0          | 489+   | 20+    |

### Cronologia presenze e reti in nazionale
| Cronologia completa delle presenze e delle reti in nazionale ― Estonia | Cronologia completa delle presenze e delle reti in nazionale ― Estonia | Cronologia completa delle presenze e delle reti in nazionale ― Estonia | Cronologia completa delle presenze e delle reti in nazionale ― Estonia | Cronologia completa delle presenze e delle reti in nazionale ― Estonia | Cronologia completa delle presenze e delle reti in nazionale ― Estonia | Cronologia completa delle presenze e delle reti in nazionale ― Estonia | Cronologia completa delle presenze e delle reti in nazionale ― Estonia |
| Data                                                                   | Città                                                                  | In casa                                                                | Risultato                                                              | Ospiti                                                                 | Competizione                                                           | Reti                                                                   | Note                                                                   |
| ---------------------------------------------------------------------- | ---------------------------------------------------------------------- | ---------------------------------------------------------------------- | ---------------------------------------------------------------------- | ---------------------------------------------------------------------- | ---------------------------------------------------------------------- | ---------------------------------------------------------------------- | ---------------------------------------------------------------------- |
| 19-11-2013                                                             | Vaduz                                                                  | Liechtenstein                                                          | 0 – 3                                                                  | Estonia                                                                | Amichevole                                                             | -                                                                      |                                                                        |
| 5-3-2014                                                               | Gibilterra                                                             | Gibilterra                                                             | 0 – 2                                                                  | Estonia                                                                | Amichevole                                                             | -                                                                      |                                                                        |
| 26-5-2014                                                              | Tallinn                                                                | Estonia                                                                | 1 – 1                                                                  | Gibilterra                                                             | Amichevole                                                             | -                                                                      | 90+3’                                                                  |
| 29-5-2014                                                              | Riga                                                                   | Lettonia                                                               | 0 – 0 (4 – 2 dtr)                                                      | Estonia                                                                | Coppa del Baltico 2014                                                 | -                                                                      | 88’                                                                    |
| 31-5-2014                                                              | Ventspils                                                              | Finlandia                                                              | 2 – 0                                                                  | Estonia                                                                | Coppa del Baltico 2014                                                 | -                                                                      | 84’                                                                    |
| 4-6-2016                                                               | Tallinn                                                                | Estonia                                                                | 0 – 0                                                                  | Lettonia                                                               | Amichevole                                                             | -                                                                      |                                                                        |
| 7-6-2014                                                               | Tallinn                                                                | Estonia                                                                | 2 – 1                                                                  | Tagikistan                                                             | Amichevole                                                             | -                                                                      |                                                                        |
| 4-9-2014                                                               | Stoccolma                                                              | Svezia                                                                 | 2 – 0                                                                  | Estonia                                                                | Amichevole                                                             | -                                                                      |                                                                        |
| 8-9-2014                                                               | Tallinn                                                                | Estonia                                                                | 1 – 0                                                                  | Slovenia                                                               | Qual. Euro 2016                                                        | -                                                                      |                                                                        |
| 9-10-2014                                                              | Vilnius                                                                | Lituania                                                               | 1 – 0                                                                  | Estonia                                                                | Qual. Euro 2016                                                        | -                                                                      |                                                                        |
| 12-10-2014                                                             | Manchester                                                             | Inghilterra                                                            | 1 – 0                                                                  | Estonia                                                                | Qual. Euro 2016                                                        | -                                                                      |                                                                        |
| 12-11-2014                                                             | Oslo                                                                   | Norvegia                                                               | 0 – 1                                                                  | Estonia                                                                | Amichevole                                                             | -                                                                      |                                                                        |
| 15-11-2014                                                             | Serravalle                                                             | San Marino                                                             | 0 – 0                                                                  | Estonia                                                                | Qual. Euro 2016                                                        | -                                                                      | 90+1’                                                                  |
| 18-11-2014                                                             | Tallinn                                                                | Estonia                                                                | 0 – 1                                                                  | Giordania                                                              | Amichevole                                                             | -                                                                      | 46’ 47’                                                                |
| 27-3-2015                                                              | Ginevra                                                                | Svizzera                                                               | 3 – 0                                                                  | Estonia                                                                | Qual. Euro 2016                                                        | -                                                                      |                                                                        |
| 31-3-2015                                                              | Tallinn                                                                | Estonia                                                                | 1 – 1                                                                  | Islanda                                                                | Amichevole                                                             | -                                                                      |                                                                        |
| 14-6-2015                                                              | Tallinn                                                                | Estonia                                                                | 2 – 0                                                                  | San Marino                                                             | Qual. Euro 2016                                                        | -                                                                      |                                                                        |
| 5-9-2015                                                               | Tallinn                                                                | Estonia                                                                | 1 – 0                                                                  | Lituania                                                               | Qual. Euro 2016                                                        | -                                                                      |                                                                        |
| 8-9-2015                                                               | Maribor                                                                | Slovenia                                                               | 1 – 0                                                                  | Estonia                                                                | Qual. Euro 2016                                                        | -                                                                      | 53’                                                                    |
| 9-10-2015                                                              | Londra                                                                 | Inghilterra                                                            | 2 – 0                                                                  | Estonia                                                                | Qual. Euro 2016                                                        | -                                                                      |                                                                        |
| 12-10-2015                                                             | Tallinn                                                                | Estonia                                                                | 0 – 1                                                                  | Svizzera                                                               | Qual. Euro 2016                                                        | -                                                                      | 78’                                                                    |
| 11-11-2015                                                             | Tallinn                                                                | Estonia                                                                | 3 – 0                                                                  | Georgia                                                                | Amichevole                                                             | -                                                                      |                                                                        |
| 17-11-2015                                                             | Tallinn                                                                | Estonia                                                                | 3 – 0                                                                  | Saint Kitts e Nevis                                                    | Amichevole                                                             | -                                                                      | 18’                                                                    |
| 6-1-2016                                                               | Abu Dhabi                                                              | Svezia                                                                 | 1 – 1                                                                  | Estonia                                                                | Amichevole                                                             | -                                                                      | cap.                                                                   |
| 24-3-2016                                                              | Tallinn                                                                | Estonia                                                                | 0 – 0                                                                  | Norvegia                                                               | Amichevole                                                             | -                                                                      |                                                                        |
| 29-3-2016                                                              | Tallinn                                                                | Estonia                                                                | 0 – 1                                                                  | Serbia                                                                 | Amichevole                                                             | -                                                                      |                                                                        |
| 1-6-2016                                                               | Tallinn                                                                | Estonia                                                                | 2 – 0                                                                  | Andorra                                                                | Amichevole                                                             | -                                                                      | cap.                                                                   |
| 4-6-2016                                                               | Tallinn                                                                | Estonia                                                                | 0 – 0                                                                  | Lettonia                                                               | Amichevole                                                             | -                                                                      |                                                                        |
| 8-6-2016                                                               | Lisbona                                                                | Portogallo                                                             | 7 – 0                                                                  | Estonia                                                                | Amichevole                                                             | -                                                                      |                                                                        |
| 31-8-2016                                                              | Pärnu                                                                  | Estonia                                                                | 1 – 1                                                                  | Malta                                                                  | Amichevole                                                             | -                                                                      | 31’                                                                    |
| 6-9-2016                                                               | Zenica                                                                 | Bosnia ed Erzegovina                                                   | 5 – 0                                                                  | Estonia                                                                | Qual. Mondiali 2018                                                    | -                                                                      | 39’                                                                    |
| 7-10-2016                                                              | Tallinn                                                                | Estonia                                                                | 4 – 0                                                                  | Gibilterra                                                             | Qual. Mondiali 2018                                                    | -                                                                      |                                                                        |
| 10-10-2016                                                             | Tallinn                                                                | Estonia                                                                | 0 – 2                                                                  | Grecia                                                                 | Qual. Mondiali 2018                                                    | -                                                                      |                                                                        |
| 13-11-2016                                                             | Bruxelles                                                              | Belgio                                                                 | 8 – 1                                                                  | Estonia                                                                | Qual. Mondiali 2018                                                    | -                                                                      |                                                                        |
| 19-11-2016                                                             | Basseterre                                                             | Saint Kitts e Nevis                                                    | 1 – 1                                                                  | Estonia                                                                | Amichevole                                                             | -                                                                      | cap.                                                                   |
| 22-11-2016                                                             | Saint John's                                                           | Antigua e Barbuda                                                      | 0 – 1                                                                  | Estonia                                                                | Amichevole                                                             | -                                                                      | cap.                                                                   |
| 25-3-2017                                                              | Nicosia                                                                | Cipro                                                                  | 0 – 3                                                                  | Estonia                                                                | Qual. Mondiali 2018                                                    | -                                                                      |                                                                        |
| 28-3-2017                                                              | Tallinn                                                                | Estonia                                                                | 3 – 0                                                                  | Croazia                                                                | Amichevole                                                             | -                                                                      |                                                                        |
| 9-6-2017                                                               | Tallinn                                                                | Estonia                                                                | 0 – 2                                                                  | Belgio                                                                 | Qual. Mondiali 2018                                                    | -                                                                      | 83’                                                                    |
| 12-6-2017                                                              | Riga                                                                   | Lettonia                                                               | 1 – 2                                                                  | Estonia                                                                | Amichevole                                                             | -                                                                      | cap.                                                                   |
| 3-9-2017                                                               | Tallinn                                                                | Estonia                                                                | 1 – 0                                                                  | Cipro                                                                  | Qual. Mondiali 2018                                                    | -                                                                      |                                                                        |
| 7-10-2017                                                              | Faro                                                                   | Gibilterra                                                             | 0 – 6                                                                  | Estonia                                                                | Qual. Mondiali 2018                                                    | -                                                                      |                                                                        |
| 10-10-2017                                                             | Tallinn                                                                | Estonia                                                                | 1 – 2                                                                  | Bosnia ed Erzegovina                                                   | Qual. Mondiali 2018                                                    | -                                                                      |                                                                        |
| 9-11-2017                                                              | Helsinki                                                               | Finlandia                                                              | 3 – 0                                                                  | Estonia                                                                | Amichevole                                                             | -                                                                      |                                                                        |
| 12-11-2017                                                             | Ta' Qali                                                               | Malta                                                                  | 0 – 3                                                                  | Estonia                                                                | Amichevole                                                             | -                                                                      | cap.                                                                   |
| 24-3-2018                                                              | Erevan                                                                 | Armenia                                                                | 0 – 0                                                                  | Estonia                                                                | Amichevole                                                             | -                                                                      | 90’                                                                    |
| 30-5-2018                                                              | Rakvere                                                                | Estonia                                                                | 2 – 0                                                                  | Lituania                                                               | Coppa del Baltico 2018                                                 | -                                                                      | cap.                                                                   |
| 2-6-2018                                                               | Rīga                                                                   | Lettonia                                                               | 1 – 0                                                                  | Estonia                                                                | Coppa del Baltico 2018                                                 | -                                                                      |                                                                        |
| 9-6-2018                                                               | Tallinn                                                                | Estonia                                                                | 1 – 3                                                                  | Marocco                                                                | Amichevole                                                             | -                                                                      | 90+2’                                                                  |
| 8-9-2018                                                               | Tallinn                                                                | Estonia                                                                | 0 – 1                                                                  | Grecia                                                                 | UEFA Nations League 2018-2019 - 1º turno                               | -                                                                      | 45’                                                                    |
| 11-9-2018                                                              | Helsinki                                                               | Finlandia                                                              | 1 – 0                                                                  | Estonia                                                                | UEFA Nations League 2018-2019 - 1º turno                               | -                                                                      | 71’                                                                    |
| 15-10-2018                                                             | Tallinn                                                                | Estonia                                                                | 3 – 3                                                                  | Ungheria                                                               | UEFA Nations League 2018-2019 - 1º turno                               | -                                                                      |                                                                        |
| 21-3-2019                                                              | Belfast                                                                | Irlanda del Nord                                                       | 2 – 0                                                                  | Estonia                                                                | Qual. Euro 2020                                                        | -                                                                      | cap.                                                                   |
| 26-3-2019                                                              | Gibilterra                                                             | Gibilterra                                                             | 0 – 1                                                                  | Estonia                                                                | Amichevole                                                             | -                                                                      |                                                                        |
| 8-6-2019                                                               | Tallinn                                                                | Estonia                                                                | 1 – 2                                                                  | Irlanda del Nord                                                       | Qual. Euro 2020                                                        | -                                                                      |                                                                        |
| 11-6-2019                                                              | Magonza                                                                | Germania                                                               | 8 – 0                                                                  | Estonia                                                                | Qual. Euro 2020                                                        | -                                                                      |                                                                        |
| 6-9-2019                                                               | Tallinn                                                                | Estonia                                                                | 1 – 2                                                                  | Bielorussia                                                            | Qual. Euro 2020                                                        | -                                                                      |                                                                        |
| 9-9-2019                                                               | Tallinn                                                                | Estonia                                                                | 0 – 4                                                                  | Paesi Bassi                                                            | Qual. Euro 2020                                                        | -                                                                      | 86’                                                                    |
| 10-10-2019                                                             | Minsk                                                                  | Bielorussia                                                            | 0 – 0                                                                  | Estonia                                                                | Qual. Euro 2020                                                        | -                                                                      |                                                                        |
| 13-10-2019                                                             | Tallinn                                                                | Estonia                                                                | 0 – 3                                                                  | Germania                                                               | Qual. Euro 2020                                                        | -                                                                      |                                                                        |
| 19-11-2019                                                             | Amsterdam                                                              | Paesi Bassi                                                            | 5 – 0                                                                  | Estonia                                                                | Qual. Euro 2020                                                        | -                                                                      |                                                                        |
| 5-9-2020                                                               | Tallinn                                                                | Estonia                                                                | 0 – 1                                                                  | Georgia                                                                | UEFA Nations League 2020-2021 - 1º turno                               | -                                                                      | 51’                                                                    |
| 8-9-2020                                                               | Erevan                                                                 | Armenia                                                                | 2 – 0                                                                  | Estonia                                                                | UEFA Nations League 2020-2021 - 1º turno                               | -                                                                      | cap.                                                                   |
| 11-11-2020                                                             | Firenze                                                                | Italia                                                                 | 4 – 0                                                                  | Estonia                                                                | Amichevole                                                             | -                                                                      | cap.                                                                   |
| 15-11-2020                                                             | Skopje                                                                 | Macedonia del Nord                                                     | 2 – 1                                                                  | Estonia                                                                | UEFA Nations League 2020-2021 - 1º turno                               | -                                                                      |                                                                        |
| 1-6-2021                                                               | Vilnius                                                                | Lituania                                                               | 0 – 1                                                                  | Estonia                                                                | Coppa del Baltico 2021                                                 | -                                                                      | 68’                                                                    |
| 4-6-2021                                                               | Helsinki                                                               | Finlandia                                                              | 0 – 1                                                                  | Estonia                                                                | Amichevole                                                             | -                                                                      |                                                                        |
| 10-6-2021                                                              | Tallinn                                                                | Estonia                                                                | 2 – 1                                                                  | Lettonia                                                               | Coppa del Baltico 2021                                                 | -                                                                      | 66’                                                                    |
| 2-9-2021                                                               | Tallinn                                                                | Estonia                                                                | 2 – 5                                                                  | Belgio                                                                 | Qual. Mondiali 2022                                                    | -                                                                      |                                                                        |
| 5-9-2021                                                               | Tallinn                                                                | Estonia                                                                | 0 – 1                                                                  | Irlanda del Nord                                                       | Amichevole                                                             | -                                                                      | 46’                                                                    |
| 8-9-2021                                                               | Cardiff                                                                | Galles                                                                 | 0 – 0                                                                  | Estonia                                                                | Qual. Mondiali 2022                                                    | -                                                                      |                                                                        |
| 8-10-2021                                                              | Tallinn                                                                | Estonia                                                                | 2 – 0                                                                  | Bielorussia                                                            | Qual. Mondiali 2022                                                    | -                                                                      |                                                                        |
| 11-10-2021                                                             | Tallinn                                                                | Estonia                                                                | 0 – 1                                                                  | Galles                                                                 | Qual. Mondiali 2022                                                    | -                                                                      |                                                                        |
| 13-11-2021                                                             | Bruxelles                                                              | Belgio                                                                 | 3 – 1                                                                  | Estonia                                                                | Qual. Mondiali 2022                                                    | -                                                                      | 14’                                                                    |
| 16-11-2021                                                             | Praga                                                                  | Rep. Ceca                                                              | 2 – 0                                                                  | Estonia                                                                | Qual. Mondiali 2022                                                    | -                                                                      |                                                                        |
| 24-3-2022                                                              | Tallinn                                                                | Estonia                                                                | 0 – 0                                                                  | Cipro                                                                  | UEFA Nations League 2020-2021 - Play-out                               | -                                                                      |                                                                        |
| 29-3-2022                                                              | Larnaca                                                                | Cipro                                                                  | 2 – 0                                                                  | Estonia                                                                | UEFA Nations League 2020-2021 - Play-out                               | -                                                                      | 87’                                                                    |
| 2-6-2022                                                               | Tallinn                                                                | Estonia                                                                | 2 – 0                                                                  | San Marino                                                             | UEFA Nations League 2022-2023 - 1º turno                               | -                                                                      |                                                                        |
| 5-6-2022                                                               | Pamplona                                                               | Argentina                                                              | 5 – 0                                                                  | Estonia                                                                | Amichevole                                                             | -                                                                      | cap.                                                                   |
| 9-6-2022                                                               | Ta' Qali                                                               | Malta                                                                  | 1 – 2                                                                  | Estonia                                                                | UEFA Nations League 2022-2023 - 1º turno                               | -                                                                      |                                                                        |
| 23-9-2022                                                              | Tallinn                                                                | Estonia                                                                | 2 – 1                                                                  | Malta                                                                  | UEFA Nations League 2022-2023 - 1º turno                               | -                                                                      |                                                                        |
| 26-9-2022                                                              | Serravalle                                                             | San Marino                                                             | 0 – 4                                                                  | Estonia                                                                | UEFA Nations League 2022-2023 - 1º turno                               | -                                                                      |                                                                        |
| 16-11-2022                                                             | Riga                                                                   | Lettonia                                                               | 1 – 1 (5 – 3 dtr)                                                      | Estonia                                                                | Coppa del Baltico 2022                                                 | -                                                                      |                                                                        |
| 19-11-2022                                                             | Tallinn                                                                | Estonia                                                                | 2 – 0                                                                  | Lituania                                                               | Coppa del Baltico 2022                                                 | -                                                                      |                                                                        |
| 27-3-2023                                                              | Linz                                                                   | Austria                                                                | 2 – 1                                                                  | Estonia                                                                | Qual. Euro 2024                                                        | -                                                                      |                                                                        |
| 17-6-2023                                                              | Baku                                                                   | Azerbaigian                                                            | 1 – 1                                                                  | Estonia                                                                | Qual. Euro 2024                                                        | -                                                                      | 42’                                                                    |
| 20-6-2023                                                              | Tallinn                                                                | Estonia                                                                | 0 – 3                                                                  | Belgio                                                                 | Qual. Euro 2024                                                        | -                                                                      | cap.                                                                   |
| 9-9-2023                                                               | Tallinn                                                                | Estonia                                                                | 0 – 5                                                                  | Svezia                                                                 | Qual. Euro 2024                                                        | -                                                                      | 14’                                                                    |
| 12-9-2023                                                              | Bruxelles                                                              | Belgio                                                                 | 5 – 0                                                                  | Estonia                                                                | Qual. Euro 2024                                                        | -                                                                      | 41’                                                                    |
| 16-11-2023                                                             | Tallinn                                                                | Estonia                                                                | 0 – 2                                                                  | Austria                                                                | Qual. Euro 2024                                                        | -                                                                      | cap.                                                                   |
| 19-11-2023                                                             | Solna                                                                  | Svezia                                                                 | 2 – 0                                                                  | Estonia                                                                | Qual. Euro 2024                                                        | -                                                                      | cap.                                                                   |
| 21-3-2024                                                              | Varsavia                                                               | Polonia                                                                | 5 – 1                                                                  | Estonia                                                                | Qual. Euro 2024                                                        | -                                                                      | cap.                                                                   |
| 8-6-2024                                                               | Tallinn                                                                | Estonia                                                                | 4 – 1                                                                  | Fær Øer                                                                | Coppa del Baltico 2024                                                 | -                                                                      | cap.                                                                   |
| 11-6-2024                                                              | Liepāja                                                                | Lituania                                                               | 1 – 1 (3 – 4 dtr)                                                      | Estonia                                                                | Coppa del Baltico 2024                                                 | -                                                                      | cap.                                                                   |
| 5-9-2024                                                               | Tallinn                                                                | Estonia                                                                | 0 – 1                                                                  | Slovacchia                                                             | UEFA Nations League 2024-2025 - 1º turno                               | -                                                                      | cap.                                                                   |
| 8-9-2024                                                               | Solna                                                                  | Svezia                                                                 | 3 – 0                                                                  | Estonia                                                                | UEFA Nations League 2024-2025 - 1º turno                               | -                                                                      | cap.                                                                   |
| 11-10-2024                                                             | Tallinn                                                                | Estonia                                                                | 3 – 1                                                                  | Azerbaigian                                                            | UEFA Nations League 2024-2025 - 1º turno                               | -                                                                      | cap.                                                                   |
| 14-10-2024                                                             | Tallinn                                                                | Estonia                                                                | 0 – 3                                                                  | Svezia                                                                 | UEFA Nations League 2024-2025 - 1º turno                               | -                                                                      | cap. 41’                                                               |
| 16-11-2024                                                             | Qəbələ                                                                 | Azerbaigian                                                            | 0 – 0                                                                  | Estonia                                                                | UEFA Nations League 2024-2025 - 1º turno                               | -                                                                      | cap.                                                                   |
| 19-11-2024                                                             | Bratislava                                                             | Slovacchia                                                             | 1 – 0                                                                  | Estonia                                                                | UEFA Nations League 2024-2025 - 1º turno                               | -                                                                      | cap. 41’                                                               |
| Totale                                                                 |                                                                        | Presenze                                                               | 100                                                                    |                                                                        | Reti                                                                   | 0                                                                      |                                                                        |

## Palmarès

### Club

#### Competizioni nazionali
- Supercoppa di Estonia: 2

Flora Tallinn: 2011, 2012
- Campionato estone: 1

Flora Tallinn: 2011
- Coppa d'Estonia: 1

Flora Tallinn: 2012-2013
- Campionato svizzero: 1

Zurigo: 2021-2022
- Campionato tedesco di seconda divisione: 1

St. Pauli: 2023-2024

### Nazionale
- Coppa del Baltico: 1

2024